# ボズ・バレル
ボズ・バレル（Boz Burrell、1946年8月1日 - 2006年9月21日）は、イングランド出身のロック・ミュージシャン。ボーカリスト、ベーシスト。キング・クリムゾン、バッド・カンパニーの元メンバーとして知られる。バッド・カンパニー結成以前はボズ（Boz） の名前で活動した。

## 来歴

### 生い立ちと初期の活動
1946年、イングランドのリンカンシャー、ホルビーチにて生まれる。本名は、レイモンド・バレル（Raymond Burrell）。
1963年にローカル・バンドのロンバード・アンド・ティー・タイム・フォー（Lombard And Tea Time Four）にアコースティック・ギター担当で参加し、ジャズ、ブルース、ソウルなど黒人音楽をプレイしていた。1965年春、仲間4人でロンドンに移り、ボズ・ピープル（Boz People）というバンド名でマーキー・クラブや各地の米軍基地等を拠点に活動するようになる。ボズ・ピープルは6月にはイアン・マクレガンを迎えて5人編成となったが、10月に楽器を盗まれて解散した。同年11月には『メロディ・メイカー』誌に、シングル「マイ・ジェネレーション」がヒットしていたザ・フーにロジャー・ダルトリーに代わるボーカリストとして加入する、という虚偽の記事を書かれた。
1960年代後半には多くのローカル・バンドを渡り歩き、ボズ（Boz）の名義で数作のシングルを発表した。ボブ・ディランの曲をカバーしたシングル「I Shall Be Released/Down In The Flood」（1968年）は、1967年に急逝したジョー・ミークの配下だったデレク・ローレンスが制作を担当し、ローレンスが当時プロデュースしていた第1期のディープ・パープルのメンバーが演奏した。

### キング・クリムゾン
1970年10月、当時在籍していたミラーズというバンドがロンドンのマーキー・クラブでのギグを最後に解散した後、ロバート・フリップに紹介されて、プログレッシブ・ロック・・バンドのキング・クリムゾンのボーカリストのオーディションを受けて合格した。メンバーの一人で木管楽器奏者のメル・コリンズは「ボズは1960年代にボズ・ピープルやザ・サイドワインダーズ（The Sidewinders）でミュージシャン仲間によく知られていた。オーディションに来た時点で群を抜いていたので即座に決まりだと思った」と述べている。
この時、キング・クリムゾンは新しいベーシストも探していたが、適任者がなかなか見つからず、ようやく見つけたスティーライ・スパンのリック・ケンプからもリハーサルの直前に加入を断られてしまった。バレルがスタジオで元ブライアン・オーガー・アンド・ザ・トリニティーのデイヴ・アンブローズが残していったベースで演奏していると、それを見たフリップがギターを弾ける彼にベーシストを兼任させることを思いついた。彼はフリップにベースの演奏を伝授されて、1971年4月からフリップ、コリンズ、自分と同時期に加入したドラマーのイアン・ウォーレスと共に、ボーカリスト兼ベーシストとしてキング・クリムゾンのステージに立った。
フリップはその後もベーシストを探し続けてジョン・ウェットンにも加入を持ちかけたが、「フリップがバンドで孤立しているために加入させられるなら、今は加入する時期ではない」と断られている。一方、コリンズとウォーレスはバレルの技術が向上していることを理由にこのままの編成で行くようにフリップに要望した。彼は1971年12月に発表されたスタジオ・アルバム『アイランズ』でもベーシストを兼任した。
アルバム『アイランズ』発表直後、フリップと同じくオリジナル・メンバーだった作詞家のピート・シンフィールドがフリップと対立して解雇された。さらに1972年の年明けのリハーサルでフリップとバレルら３人の間に対立が起こって、解散が決まった。彼等は2月に契約履行のためにアメリカ・ツアーを開始し、4月の終了と同時に解散した。

### アレクシス・コーナー・アンド・スネイプ
バレルは以後、ベーシストとしての活動に比重を移していった。彼はコリンズ、ウォーレスと共にアメリカに残ってアレクシス・コーナーのバンドであるスネイプに参加して、スタジオ・アルバムと2枚組ライブ・アルバム、そしてアレクシス・コーナー名義のアルバムの制作に携わった。その後、セッション・ミュージシャンとして様々なセッションに参加した。

### バッド・カンパニー
1973年に元フリーのポール・ロジャースとサイモン・カーク、元モット・ザ・フープルのミック・ラルフスが結成したバッド・カンパニーのベーシストのオーディションに合格。翌1974年に発表されたデビュー・アルバム『バッド・カンパニー』から1982年の解散前に発表された『ラフ・ダイアモンド』まで、6作のアルバムの制作に参加。在籍中は徐々に曲作りも行なっていった。

### その後
解散後の音楽活動はスタジオ経営のかたわらローカル・バンドでプレイする程度であった。1986年には、ボーカリストにブライアン・ハウを迎えた新しいバッド・カンパニーに参加するが、アルバム1作の制作に携わっただけで脱退。目立った音楽活動からは一線を引いた。
1998年のオリジナル・メンバーによるバッド・カンパニー再結成に参加。1999年には新曲4曲を含んだベスト・アルバム『バッド・カンパニー・アンソロジー』発表に伴うツアーで、久々に表舞台に姿を現した。しかし2002年のツアーには、本格的にジャズに没頭したいという理由で、大規模なツアーに消極的なラルフスと同様に参加しなかった。
2000年代に、1960年代からの旧友であるボーカリストのタム・ホワイトのCeltic Groove Connectionで活動。エジンバラ大学でのコンサートの映像が残っている。

### 死去
2006年9月21日、スペインの自宅にて心臓発作で死去した。60歳没。

## ディスコグラフィ
ソロ（シングル）
- "Isn't That So / You're Just The Kind Of Girl I Want" (1966年2月11日)
- "Meeting Time / No (Ah) Body Knows Blues" (1966年4月7日)
- "Pinocchio / Stay As You Are" (1966年6月10日)
- "The Baby Song / Carry On Screaming" (1966年7月29日)
- "I Shall Be Released / Down in the Flood" (1968年5月3日)
- "Light my Fire / Back Against The Wall" (1968年8月16日)

センティピード
- 『セプトーバー・エナジー』 - Septober Energy (1971年)

キング・クリムゾン
- 『アイランズ』 - Islands (1971年)
- 『アースバウンド』 - Earthbound (1972年) ※ライブアルバム
- 『レディース・オブ・ザ・ロード』 - Ladies of the Road（2002年）※1971年-1972年のライブアルバム
- Sailors' Tales (1970-1972) (2017年)

ピート・シンフィールド
- 『スティル』 - Still (1973年)

アレクシス・コーナー&スネイプ
- 『アクシデンタリー・ボーン・イン・ニューオーリンズ』 - Accidentally Born in New Orleans (1973年)
- 『ライヴ・オン・ツアー・イン・ジャーマニー』 - Live On Tour In Germany (1973年)

バッド・カンパニー
- 『バッド・カンパニー』 - Bad Company (1974年)  ※全米1位、全英3位
- 『ストレート・シューター』 - Straight Shooter (1975年)  ※全米3位、全英3位
- 『ラン・ウィズ・ザ・パック』 - Run With the Pack (1976年)  ※全米5位、全英4位
- 『バーニン・スカイ』 - Burnin' Sky (1977年)  ※全米15位、全英17位
- 『ディソレーション・エンジェル』 - Desolation Angels (1979年)  ※全米3位、全英10位
- 『ラフ・ダイアモンド』 - Rough Diamonds (1982年)  ※全米26位、全英15位
- 『ベスト・オブ・バッド・カンパニー』 - 10 from 6 (1985年) ※ベスト盤
- 『フェイム・アンド・フォーチュン』 - Fame and Fortune (1986年)
- 『バッド・カンパニー・アンソロジー』 - The Original Bad Company Anthology (1999年) ※ベスト盤、全米189位
- 『ライヴ・イン・アルバカーキ76』 - Live Albuquerque Nm Usa 1976 (2006年) ※復刻ライブ盤

ロジャー・チャップマン&ザ・ショートリスト
- He Was… She Was… You Was… We Was… (1982年)
- Riff Burglar (The Legendary Funny Cider Sessions - Vol. 1) (1982年)
- Mango Crazy (1983年)

タム・ホワイト
- Tam White & The Band Keep it under your hat (1991年)
- Tam White/Boz Burrell The Celtic Groove Connection (1999年)